# Nuria Carresi Salvadores
Nuria Carresi Salvadores (Barcelona, 12 de juny de 1940 - 7 d'abril de 1999) va ser una actriu catalana.
Debuta en el teatre en 1959, de la mà de Paco Martínez Soria, amb la comèdia El abuelo Curro. Poc temps després apareix per primera vegada davant les càmeres de Televisió Espanyola, on desenvoluparia gairebé tota la seva carrera. Les seves primeres intervencions van tenir lloc en la sèrie de Jaime de Armiñán Confidències (1963-1964). Des de llavors, i durant els següents 20 anys, va ser freqüent veure el rostre de Nuria Carresi en la pantalla petita, interpretant desenes de personatges en espais dramàtics com a Primera fila, Estudio 1, Pequeño estudio, Novel·la, Teatro de siempre o Historias para no dormir.
Durant tots aquests anys va compaginar la seva trajectòria en televisió amb notables interpretacions en teatre en obres com a Crimen perfecto (1968), de Frederick Knott, El apagón (1968), de Peter Shaffer, Las amargas lágrimas de Petra von Kant (1985), de R. W. Fassbinder, protagonitzada per Lola Herrera. En cinema va intervenir en pel·lícules com a Piso de soltero (1964), d'Alfonso Balcázar, o Tiempo con Elena (1967), de Eladio Pérez Díez.

## Trajectòria a televisió
- - Melocotón en almíbar (12 de gener de 1989)
  - El cuervo (23 de novembre de 1989)
- La Comedia 			
  - Fácil virtud (29 de novembre de 1983)
- Original 				
  - El primer radiante (3 de juny de 1977)
- Noche de teatro 			
  - Topaze (2 d'agost de 1974)
- Compañera te doy 
  - Todos los pájaros del mundo (11 de juny de 1973)
- Ficciones 		
  - La puerta tapiada (25 de maig de 1972)
  - El mandarín (23 de març de 1974)
  - Paraíso final (27 de maig de 1974)
  - H. Hankel (24 de juny de 1974)
- Sospecha 			
  - Corre, Alec, corre (7 de setembre de 1971)
- La tía de Ambrosio 
  - 21 de maig de 1971
- Hora once 
  - Las mujeres buenas (22 d'abril de 1971)
  - Un tema para una novela (1 de juliol de 1972)
  - Doble error (28 de gener de 1974)
- La risa española 			
  - Una bomba llamada Abelardo (23 de maig de 1969)
- Pequeño estudio 			
  - La llave (14 de maig de 1969)
  - Las siemprevivas se marchitan en otoño (31 de juliol de 1970)
  - La escalera (23 d'agost de 1970)
- Teatro de siempre 
  - Los comadreos de las mujeres (19 de setembre de 1968)
  - El burlador o el ángel del demonio (28 de novembre de 1968)
  - La comedia de las equivocaciones (17 de setembre de 1970)
- Historias naturales 			
  - Verdaderamente romántico (6 de desembre de 1967)
- La otra música 			
  - Un caso de suerte (5 de novembre de 1967)
- El tercer rombo 			
  - Carne sin patatas (26 de juliol de 1966)
- Los encuentros			
  - Las obras póstumas (16 de juliol de 1966)
- Tiempo y hora 
  - La casualidad (27 de març de 1966)
- Historias para no dormir 
  - El doble (18 de març de 1966)
- Estudio 1 
  - El jardín de las horas (3 de novembre de 1965)
  - La dama del alba (1 de desembre de 1965)
  - 50 años de felicidad (11 de gener de 1966)
  - Noches de San Juan (22 de juny de 1966)
  - El momento de tu vida (21 de setembre de 1966)
  - La ciudad alegre y confiada (11 d'octubre de 1966)
  - La dama del mar (9 de novembre de 1966)
  - Un marido ideal (30 d'agost de 1967)
  - Cyrano de Bergerac (7 de enero de 1969)
  - Angelina o el honor de un brigadier (16 de desembre de 1969)
  - El hombre de mundo (8 de gener de 1970)
  - El francés a su alcance (30 d'octubre de 1970)
  - Historia de una escalera (15 de gener de 1971)
  - Con la vida del otro (4 de juny de 1971)
  - Don Gil de las calzas verdes (18 de juny de 1971)
  - El otro (29 d'octubre de 1971)
  - ¿Quién soy yo? (23 de març de 1973)
  - El milagro de Ana Sullivan (20 de juliol de 1978)
  - La dama duende (14 de febrer de 1979)
  - Rosas de otoño (7 de març de 1979)
  - Exiliado (28 de març de 1979)
  - Desnudo con violín (30 de març de 1980)
- Primera fila 
  - Suspenso en amor (27 de gener de 1965)
  - Pisito de solteras (1 de juny de 1965)
  - Las nubes (29 de juny de 1965)
  - Los caciques (28 de juliol de 1965)
- Gran Teatro 
  - Las brujas de Salem (31 de gener de 1965)
- Novela 
  - Canción de cuna (20 de desembre de 1964)
  - Investigación judicial (7 de juny de 1965)
  - Leyenda de Navidad (19 de febrer de 1966)
  - Orgullo y prejuicio (25 d'abril de 1966)
  - Madame Curie (1 d'agost de 1966)
  - El señor García (12 de desembre de 1966)
  - El nuevo ídolo (6 de març de 1967)
  - Cebada para el señor (3 de juliol de 1967)
  - La Princesa de Cleves (27 de maig de 1968)
  - Las tres Marías (21 d'abril de 1969)
  - El pesimista corregido (13 de desembre de 1971)
  - La hija del Capitán (12 de juny de 1972)
  - La feria de las vanidades (23 d'abril de 1973)
  - Golondrina de invierno (1 d'octubre de 1973)
  - Sinfonía familiar (23 de setembre de 1974)
  - Pequeñeces (8 de març de 1976) Carmen
  - Abel Sánchez (14 de novembre de 1977)
  - La ilustre fregona (30 d'octubre de 1978)
- Canción de cuna (20 de desembre de 1964)
- Confidencias 
  - Si los hombres hablasen (5 de novembre de 1964)